# روکسان مسکیدا
رُکسان مِسکیدا (فرانسوی: Roxane Mesquida‎؛ زادهٔ ۱ اکتبر ۱۹۸۱) هنرپیشه و مدل فرانسوی مقیم لس آنجلس، کالیفرنیا است. او از سال ۱۹۹۷ میلادی تاکنون مشغول فعالیت بوده‌است.
از فیلم‌های یا برنامه‌های تلویزیونی که در آنها نقش داشته می‌توان به لاستیک، اینک آخرالزمان، آخرین معشوقه، دختر چاق، کابوم، علی‌رغم شب، واقعیت و دختر سخن‌چین شاره کرد.

## زندگی‌نامه
مسکیدا در لو پرادت، شهر کوچکی واقع در جنوب فرانسه بزرگ شد. مادرش فرانسوا مسکیدا، نویسنده و از تبار فرانسوی-اسپانیایی و پدرش ایتالیایی-آمریکایی است. روکسان مسکیدا به زبان‌های انگلیسی و فرانسوی تسلط دارد و می‌تواند به زبان‌های اسپانیایی، ایتالیایی و آلمانی صحبت کند.
او در ۱۱ سالگی و در حالیکه با مادرش در خیابان قدم می‌زد توسط کارگردان فرانسوی مانوئل پرادال کشف شد. وی همچنین در مقابل ایزابل هوپر بازی کرده‌است.

## مدلینگ
او در ۱۴ سالگی توسط الیت مدل کشف و از آن زمان به عنوان مدل فعالیت می‌کند، وی در حال حاضر توسط آژانس مدلینگ جهانی آی‌ام‌جی مادلز پذیرفته شده‌است. مسکیدا در جلد مجله‌های فرانسوی زیادی ظاهر شده‌است و سبک او مورد تحسین بسیاری قرار گرفته‌است.

## زندگی شخصی
مسکیدا در فوریه ۲۰۱۱ با موسیقی‌دان و فیلمساز فدریک دا ازدواج کرده‌است، آن‌ها یک دختر به نام لیلیا دارند.
او در خانه سابق چارلی چاپلین در هالیوود غربی زندگی می‌کند.